# Verlegepflug

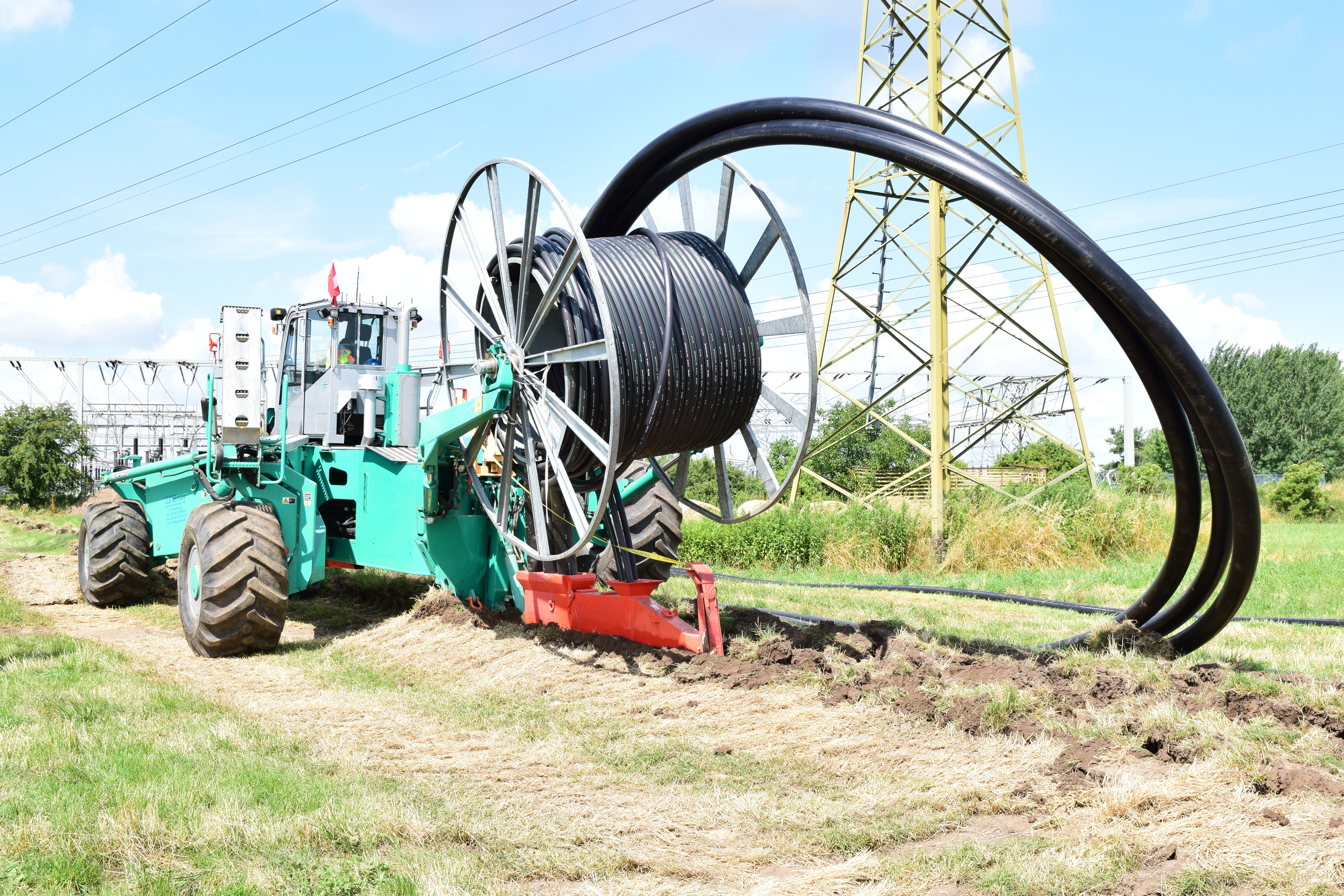
Kabelpflug beim Verlegen von Leerrohren für Stromkabel und Glasfaserleitungen

Ein Verlegepflug ist ein Anbaugerät oder ein eigenständiges Spezialgerät oder Gerätekombination zum Verlegen von Kabeln und Rohren im Erdreich. Dabei werden die zu verlegenden Kabel- und Rohrleitungen mit Hilfe einer geeigneten Schneid- und Verlegevorrichtung in den Boden gebracht, ohne den Boden auszuheben und ohne Vermischung der Bodenschichten. Es entsteht dabei ein schmaler Schnitt im Boden, der von alleine oder durch Überfahren der Bodennarbe wieder zusammenfällt.
Es können allerlei Arten teilflexibler Leitungen eingepflügt werden – Gas-, Abwasser-, Trinkwasser-, Strom-, Kommunikationsleitungen oder Kabelleerrohre, in die später zum Beispiel Glasfaserkabel und Stromkabel eingeblasen werden können. Mit einem Verlegepflug können mehrere Kabel oder Rohre gleichzeitig eingezogen werden. Auch Trassenwarnbänder und Erdleiter können im gleichen Arbeitsgang mit eingebracht werden. Teilweise können die verlegten Leitungen auch gleich mit einem Sandbett umgeben werden. Eine einzupflügende Leitung wird von einer Rolle spannungsfrei in eine Führungsvorrichtung hinter dem Pflugblatt geführt.
Spezielle Pflüge erlauben das Verlegen von Kabeln hinter Leitplanken und unter dem Flussbett von Gewässern. Bei der Verlegung von Seekabeln kommen spezielle Kabelpflüge für den Unterwassereinsatz zur Anwendung. Das vom Kabellegeschiff verlegte Seekabel wird vom nachgezogenen Kabelpflug in den Meeresboden eingepflügt oder eingespült. So ist das Seekabel besser vor Beschädigungen durch Anker, Schleppnetze und anderes geschützt.

## Funktionaler Aufbau

### Selbstfahrende Verlegegeräte
Selbstfahrende Verlegegeräte sind speziell entwickelte Fahrzeuge oder Bagger, Traktoren, Planierraupen o. Ä. als Grundfahrzeug mit angebauten Verlegewerkzeugen.

#### Statischer Verlegepflug

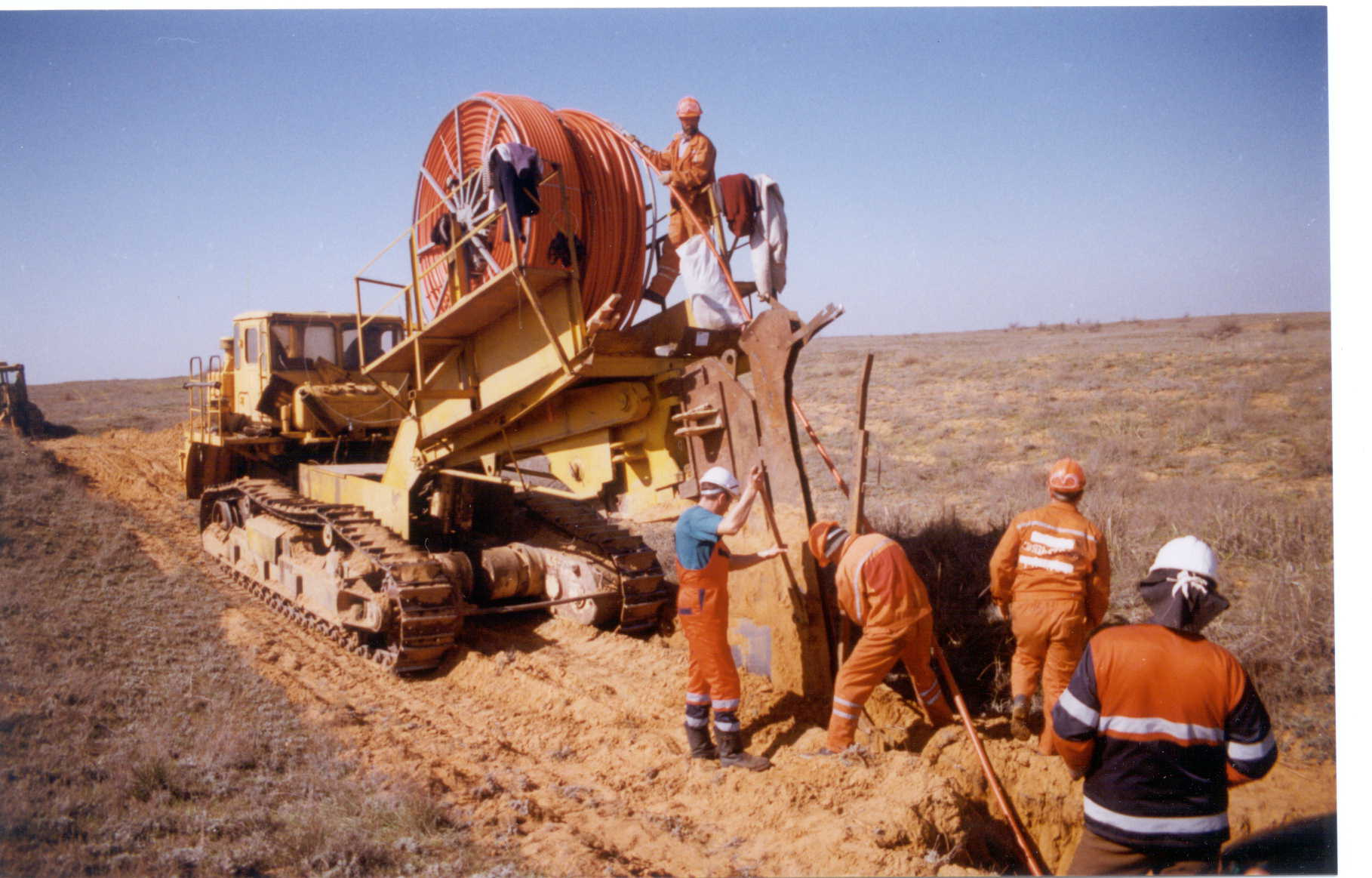
Ein statischer Verlegepflug verlegt Rohre.

Diese Spezialwerkzeuge mit mechanischer oder hydraulischer Funktionsweise werden an ein Grundfahrzeug wie z. B. Raupe montiert. Sie ermöglichen das Ziehen von Kanälen für Kabel oder Schläuche im Erdreich, optional mit gleichzeitigem Verlegen von Kabeln oder Schläuchen aber auch Zubehör wie Markierungsbändern. Hierbei sind Verlegetiefen bis 80–100 cm in den Böden mit Bodenklasse 1 bis 4, mit zusätzlicher Unterstützung durch ein Zugfahrzeug ist die Bodenklasse 5 möglich. Diese Maschinen eignen sich für kleineres Verlegegut. Kombinieren von Kabeln, Rohren etc. ist meist nicht gegeben.

#### Dynamischer Verlegepflug

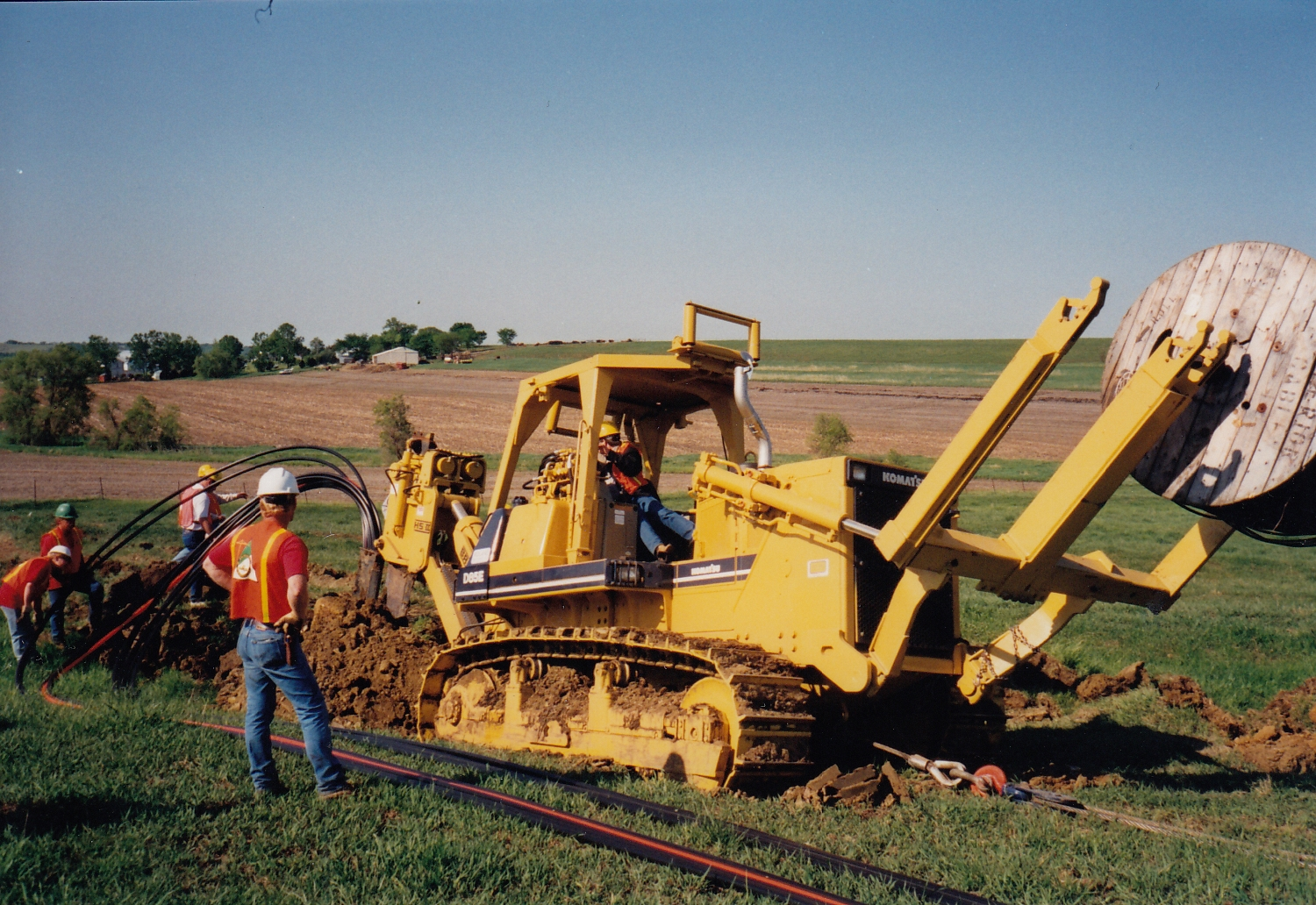
Ein Vibrationspflug bei der Arbeit.

Dynamische Verlegepflüge sind wie die statischen entweder Umbauten eines Grundfahrzeugs oder speziell entwickelte Fahrzeuge. Hier kommen Vibrationseinrichtungen zum Einsatz, um Schnittkräfte und Bodenaufbruch zu reduzieren.

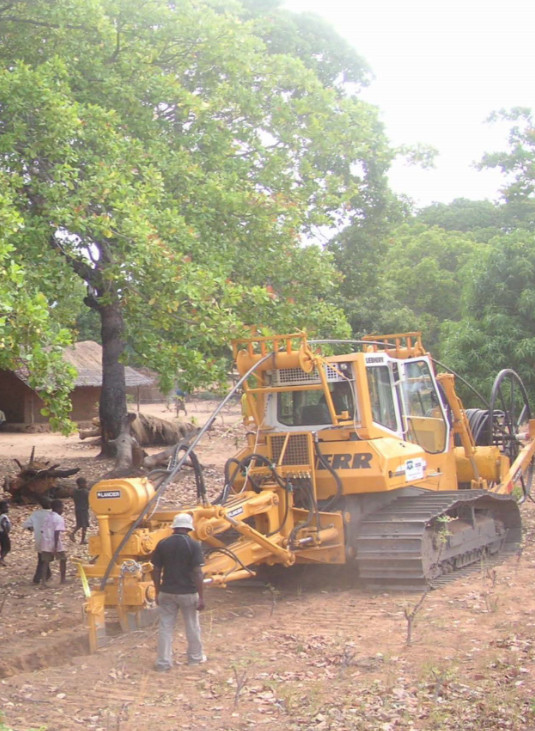
Ein dynamischer Verlegepflug im Einsatz.

Sie kommen zum Einsatz meist auf den Böden mit Bodenklasse 1 bis 4 und erreichen eine Verlegetiefe bis 1,5 m. Die Größe des Verlegeguts beschränkt sich meistens auf 20 cm Durchmesser.
Die Anbaugeräte am Grundfahrzeug arbeiten im Heckanbau oder an den Auslegern und haben meist kürzere Schneidwerkzeuge. Das macht sie zwar mobil, aber weniger stabil gegen Bodeneinflüsse. Die Anbaugeräte müssen Nickbewegungen des Grundfahrzeugs aktiv ausgleichen, deshalb sind Regeleinrichtungen notwendig.
Um bei ungünstigen Bodenbedingungen die erforderlichen Zugkräfte zu erbringen und große Bodenschäden zu vermeiden, kommen Maschinen mit großflächigen Laufwerken und speziellen Platten zum Verdichten des Bodens zum Einsatz.
Häufig werden diese Verlegepflüge durch ein Zugfahrzeug oder Winde zusätzlich unterstützt. Sie weisen meist höhere Verlegeleistung auf, als statische Verlegepflüge, die Verlegetiefen und die Möglichkeit das Verlegegut zu kombinieren bleiben dennoch ziemlich eingeschränkt.

### Gezogene statische Verlegegeräte

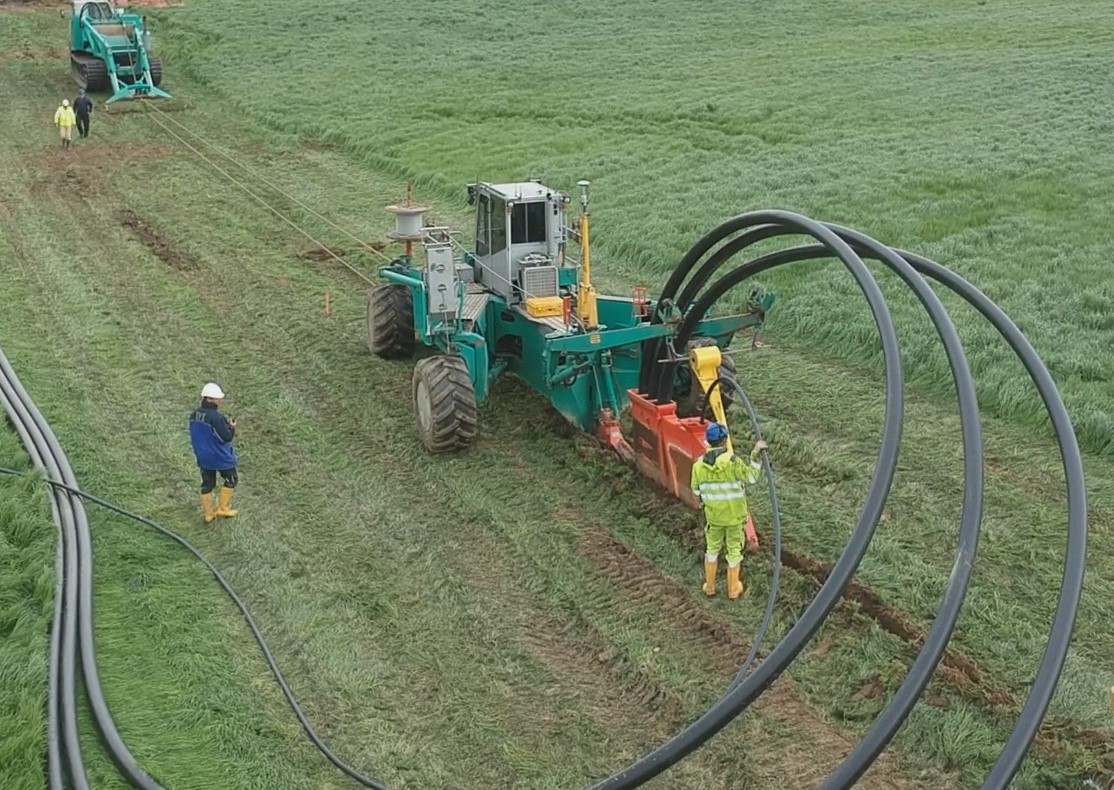
Verlegt Leerrohre für Höchstspannung und zusätzlich Leerrohre für Glasfaserleitung.

Gezogene Verlegegeräte sind ein Teil des Verlegesystems, das als zweite Komponente ein Zugfahrzeug oder Winde hat. Gezogene Verlegegeräte sind spezielle Trägerfahrzeuge, die zwar selbständig fahren können, im Verlegebetrieb aber vom Zugfahrzeug oder Winde gezogen werden.
Die separate Erzeugung der Vortriebskraft durch ein spezielles Zugfahrzeug stellt sehr hohe Kräfte für den Bodenaufbruch und das Verlegen zur Verfügung. Dies ermöglicht höhere Verlegeleistung, die sich durch größere Verlegetiefe (bis 2,5 m), größeres (bis 60 cm Durchmesser) und kompliziertes Verlegegut (Leitungen im Dreiecksverband oder auf vorgegebenem Abstand) und hohe Verlegegeschwindigkeit auch im felsigen Boden der Klasse 6 auszeichnet.

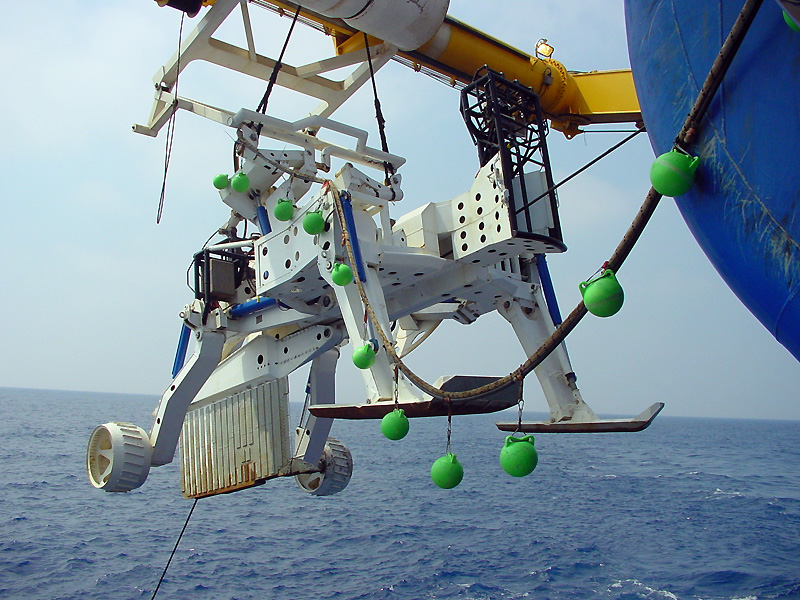
Kabelpflug für die Verlegung von Seekabeln am Meeresboden

Ein weiterer Vorteil gezogener Verlegegeräte ist ein enger und konstanter Verlauf der Pflugstrecke. Selbstfahrende Verlegegeräte benötigen meistens einen größeren Arbeitsstreifen als die eigentliche Fahrzeugbreite, weil mögliche seitliche Verlagerungen aufgrund von Pflugkräften und Bodeneigenschaften auftreten können. Sie können sich dem Gelände kaum oder gar nicht anpassen. Außerdem verursachen gezogene Verlegegeräte und Zugfahrzeuge meistens weniger Flurschäden als die selbstfahrenden Verlegegeräte.

## Verfahren
Zum Einpflügen der Kabel und/oder Rohre gibt es zwei Verfahren: das Einführverfahren und das Einzugsverfahren.
Beim Einführverfahren wird der Boden mit der Schneidevorrichtung aufgeschnitten, das Verlegegut durch die Verlegevorrichtung, die wie eine Ziehschalung funktioniert, durchgeführt und auf den Grund des Bodenschlitzes abgelegt. Das geschieht in einem Arbeitsgang. Der Verlegeschlitz schließt sich über dem abgelegten Verlegegut je nach Bodenbeschaffenheit und die Größe des Verlegegutes entweder von selbst oder nach geringer Nacharbeit, wie z. B. Überfahren der Bodennarbe.
Beim Einzugverfahren wird das Verlegegut direkt an der Schneidevorrichtung des Pfluges befestigt und in den Boden eingezogen. Aufgrund von entstehenden Zugkräften am Verlegegut ist diese Methode weniger schonend, erlaubt aber das Verlegen von großem und steifen Verlegegut wie z. B. große Stahlrohre.

## Verlegegut
Mit einem Verlegepflug werden generell Kabel und Rohre aus flexiblem Material eingearbeitet. Ihre Größe, Anzahl, Anordnung und die Verlegetiefe variieren je nach Verlegegerät- oder system.
Wie bereits erwähnt, ist ein Verlegen von starrem Verlegegut wie z. B. Stahlrohre im Einzugverfahren möglich.
Heutige Verlegepflüge- und systeme sind mit Überwachungsfunktionen ausgestattet, die die auftretenden Zugkräfte an Verlegeelementen, sowie Lage und Tiefe der verlegten Kabel und/oder Rohre dokumentieren. Dadurch wird das Verlegen auch den besonders hohen Ansprüchen an das Verlegegut und die Verlegequalität gerecht.

## Umwelt
Das Verlegen von Kabeln und Rohren mit dem Pflugverfahren erfolgt ohne gravierende Einschnitte in die Natur: Humusabtrag oder Entfernen von Bäumen und Sträuchern ist meistens nicht notwendig, eine Vermischung der Bodenschichten findet nicht statt. Mehrere Kabel und/oder Rohre können gleichzeitig (bei gezogenen Verlegegeräten) in einem Arbeitsgang mit hohen Tagesleistungen verlegt werden. Der entstandene Schlitz im Boden fällt von alleine zusammen oder wird beim Einwalzen des Aufwurfs geschlossen. Es entstehen kaum Flurschäden (bei gezogenen Verlegegeräten).